# Торпедные катера проекта 206
Торпедный катер проекта 206 шифр «Шторм», по классификации НАТО — Shershen class torpedo boat — советский торпедный катер послевоенного времени, состоявший на вооружении многих стран социалистического блока.

## История
Спроектирован в ЦКБ-5 (с 1967 года — ЦМКБ «Алмаз») группой инженеров под руководством П. Г. Гойнкиса на базе ракетного катера проекта 205, что предопределило сущность многих технических решений в этом проекте. Катер данного проекта обладал меньшими габаритами и водоизмещением, что обеспечивало ему более высокую скорость хода. Классифицировался как большой торпедный катер (БТКА), предназначался для борьбы с транспортами и слабо вооружёнными надводными кораблями. Был вооружён двумя установками АК-230 и четырьмя торпедными аппаратами, для защиты с воздуха вёл огонь ракетами из системы «Стрела-2».
Для советского флота было построено с 1960 по 1974 годы 50 катеров данного проекта, по 25 на Ярославском и Сосновском судостроительных заводах. На них был построен 41 корабль для экспорта (11 из них в разобранном виде были переданы правительству Югославии). В конце 1970-х за рубеж продавались некоторые катера из ВМФ СССР. Итого 66 кораблей данного проекта служили в иностранных флотах. По состоянию на декабрь 2001 года в ВМФ России было всего два корабля (один эксплуатируется на Иссык-Куле). На 2010 год корабли состоят на вооружении ВМС Камбоджи (один корабль), КНДР и Египта (шесть кораблей).